# Mistrzostwa Świata w Biathlonie 1978
16. Mistrzostwa świata w Biathlonie 1978 odbyły się w austriackiej miejscowości Hochfilzen. Zawodnicy startowali w trzech konkurencjach: biegu indywidualnym mężczyzn na 20 km, sztafecie mężczyzn 4x7,5 km oraz sprincie na 10 km. Polacy nie zdobyli medali.

## Wyniki

### Sprint
| Pozycja | Zawodnik           | Narodowość     | Strzelanie | Wynik   |
| ------- | ------------------ | -------------- | ---------- | ------- |
|         | Frank Ullrich      | NRD            | 0 (0+0)    | 32:17,4 |
|         | Eberhard Rösch     | NRD            | 0 (0+0)    | +20,7   |
|         | Klaus Siebert      | NRD            | 0 (0+0)    | +45,4   |
| 4.      | Władimir Barnaszow | ZSRR           | 0 (0+0)    | +49,9   |
| 5.      | Sigleif Johansen   | Norwegia       | 2 (1+1)    | +1:17,4 |
| 6.      | Odd Lirhus         | Norwegia       | 3 (0+3)    | +1:52,5 |
| 7.      | Luigi Weiss        | Włochy         | 3 (1+2)    | +2:22,8 |
| 8.      | Per Andersson      | Szwecja        | 0 (0+0)    | +2:25,7 |
| 9.      | Gerhard Winkler    | RFN            | 1 (0+1)    | +2:30,4 |
| 10.     | Heinrich Mehringer | RFN            | 1 (1+0)    | +2:30,8 |
| 11.     | Alfred Eder        | Austria        | 1 (0+1)    | +2:34,1 |
| 12.     | Antonín Kříž       | Czechosłowacja | 1 (0+1)    | +2:37,8 |
| 13.     | Terje Krokstad     | Norwegia       | 4 (1+3)    | +2:40,3 |
| 14.     | Erkki Antila       | Finlandia      | 4 (0+4)    | +2:40,6 |
| 15.     | Manfred Geyer      | NRD            | 1 (1+0)    | +2:42,2 |
| ...     |                    |                |            |         |
| 30.     | Józef Michniak     | Polska         | 3 (1+2)    | +3:55,1 |
| 35.     | Jerzy Szyda        | Polska         | 3 (0+3)    | +4:22,4 |
| 59.     | Wojciech Murańka   | Polska         | 4 (3+1)    | +6:40,0 |
| 61.     | Leopold Latawiec   | Polska         | 8 (4+4)    | +7:13,0 |

### Bieg indywidualny
| Pozycja | Zawodnik           | Narodowość     | Strzelanie   | Wynik     |
| ------- | ------------------ | -------------- | ------------ | --------- |
|         | Odd Lirhus         | Norwegia       | 1 (1+0+0+0)  | 1:05:26,3 |
|         | Frank Ullrich      | NRD            | 2 (1+1+0+0)  | +9,4      |
|         | Eberhard Rösch     | NRD            | 2 (0+1+0+1)  | +37,9     |
| 4.      | Heikki Ikola       | Finlandia      | 1 (0+0+0+1)  | +1:28,2   |
| 5.      | Nikołaj Krugłow    | ZSRR           | 0 (0+0+0+0)  | +1:44,4   |
| 6.      | Roar Nilsen        | Norwegia       | 1 (0+1+0+0)  | +2:14,3   |
| 7.      | Klaus Siebert      | NRD            | 3 (2+0+1+0)  | +2:36,8   |
| 8.      | Erkki Antila       | Finlandia      | 2 (0+0+1+1)  | +2:37,9   |
| 9.      | Antonín Kříž       | Czechosłowacja | 3 (0+1+0+2)  | +3:16,6   |
| 10.     | Władimir Barnaszow | ZSRR           | 3 (3+0+0+0)  | +3:41,3   |
| 11.     | Luigi Weiss        | Włochy         | 5 (1+0+2+2)  | +3:49,6   |
| 12.     | Per Andersson      | Szwecja        | 2 (1+1+0+0)  | +4:01,1   |
| 13.     | Alfred Eder        | Austria        | 4 (2+1+1+0)  | +4:23,3   |
| 14.     | Heinrich Mehringer | RFN            | 1 (0+0+1+0)  | +4:27,1   |
| 15.     | Manfred Beer       | NRD            | 4 (1+0+1+2)  | +4:40,5   |
| ...     |                    |                |              |           |
| 33.     | Józef Michniak     | Polska         | 5 (1+1+1+2)  | +7:09,5   |
| 53.     | Jerzy Szyda        | Polska         | 9 (2+2+2+3)  | +14:16,6  |
| 64.     | Wojciech Murańka   | Polska         | 10 (0+3+2+5) | +19:07,6  |

### Sztafeta
| Pozycja | Reprezentacja  | Zawodnicy                                                               | Strzelanie                      | Wynik     |
| ------- | -------------- | ----------------------------------------------------------------------- | ------------------------------- | --------- |
|         | NRD            | Manfred Beer Klaus Siebert Frank Ullrich Eberhard Rösch                 | 0 (0+0) 1 (0+1) 0 (0+0)         | 1:37:47,6 |
|         | Norwegia       | Tor Svendsberget Roar Nilsen Odd Lirhus Sigleif Johansen                | 0 (0+0) 1 (0+1) 0 (0+0)         | 1:40:28,5 |
|         | RFN            | Heinrich Mehringer Hansi Estner Andreas Schweiger Gerhard Winkler       | 0 (0+0) 1 (0+1) 0 (0+0)         | 1:40:35,1 |
| 4.      | ZSRR           | Władimir Barnaszow Aleksandr Uszakow Nikołaj Krugłow Aleksandr Tichonow | 1 (0+1) 0 (0+0)                 | 1:41:04,3 |
| 5.      | Austria        | Franz-Josef Weber Siegfried Dockner Josef Koll Alfred Eder              | 2 (0+2) 0 (0+0)                 | 1:42:39,1 |
| 6.      | Czechosłowacja | Miroslav Soviš Jaromír Šimůnek Antonín Kříž Zdeněk Pavlíček             | 0 (0+0) 1 (1+0)                 | 1:43:09,6 |
| 7.      | Finlandia      | Erkki Antila Simo Halonen Mauri Lahtela Raimo Seppänen                  | 1 (0+1) 0 (0+0) 1 (0+1)         | 1:43:52,6 |
| 8.      | Włochy         | Giuliano Spiller Lino Jordan Luigi Weiss Arduino Tiraboschi             | 1 (0+1) 0 (0+0) 2 (0+2) 1 (1+0) | 1:44:17,4 |
| ...     |                |                                                                         |                                 |           |
| 12.     | Polska         | Wojciech Murańka Jerzy Szyda Józef Michniak Leopold Latawiec            | ?                               | 1:46:02,1 |

## Klasyfikacja medalowa
| Miejsce | Państwo  |   |   |   | Razem |
| ------- | -------- | - | - | - | ----- |
| 1       | NRD      | 2 | 2 | 2 | 6     |
| 2       | Norwegia | 1 | 1 | 0 | 2     |
| 3       | RFN      | 0 | 0 | 1 | 1     |